# 海通証券
海通証券（簡:海通证券, SSE: 600837, SEHK: 6837）は、中国の大手証券会社。
株取引、先物取引、投資銀行、企業金融、資産管理、投資信託、未公開株式投資の業務を行う。